# Ken Stott
Kenneth Campbell Stott (Edimburgo, Escocia; 19 de octubre de 1954) es un actor británico, conocido por su papel como el enano Balin en la trilogía basada en El hobbit.

## Primeros años
Stott nació y creció en Edimburgo, de padre escocés, profesor y administrador educativo, y madre siciliana, profesora adjunta universitaria. Estudió en la exclusiva George Herriot's School, en la que su padre era profesor de inglés, y durante tres años de su adolescencia, Stott formó parte de una banda llamada Keyhole, cuyos integrantes más tarde formarían el grupo de pop Bay City Rollers, muy popular en Escocia durante los años setenta.
Desde joven, Stott supo que lo suyo era la interpretación, y cuando terminó sus estudios secundarios se matriculó en la Mountview Academy of Theatre Arts de Londres, una de las escuelas de arte dramático más prestigiosas y antiguas del Reino Unido. Tras graduarse, Stott comenzó a trabajar para la Royal Shakespeare Company, aunque para poder ganarse la vida también trabajó a tiempo parcial como vendedor de ventanas de doble acristalamiento. Algo que, curiosamente, se reflejó años después en el personaje que interpretó en la miniserie Takin' Over the Asylum. Entre las obras en las que participó con la Royal Shakespeare Company destacan, en 1976, los montajes de Enrique IV y Enrique V en el Adwych Theatre de Londres.

## Carrera
A partir de finales de los años setenta, Stott comenzó a tener pequeñas apariciones en series y películas para televisión como Secret Army, King Lear (una película para televisión dentro de la serie The Complete Dramatic Works of William Shakespeare), Taggart, The Singing Detective o London’s Burning. De su trabajo en el teatro durante estos años destacan sus participaciones en producciones de obras como Hamlet, en el Donmar Warehouse Theatre de Londres, o The Beaux Strategem, en el Lyric Theatre de Hammersmith.
En 1988 le llegó su debut en el cine con un pequeño papel en la película Por la Reina y la Patria, en la que por cierto, Graham McTavish también tuvo un papel secundario. Dos años después, en 1990, Stott consiguió su primer papel relevante en la televisión al interpretar en seis capítulos a Fraser Boyle en la serie Your Cheatin’ Heart. Un año después, en 1991, Stott participó en una producción de la obra La rosa tatuada, de Tennessee Williams, en el Playhouse Theatre de Londres.
Durante los siguientes años Stott compaginó su trabajo en el teatro con papeles secundarios en diversas películas para televisión como Bad Company o Anna Lee: Headcase, hasta que en 1994 consiguió el papel protagonista en Takin’ Over the Asylum, una miniserie centrada en la emisora de radio de un hospital psiquiátrico de Glasgow. Stott interpretó a Eddie McKenna, un alcohólico vendedor de ventanas de doble acristalamiento aspirante a disc jockey. El éxito de la miniserie, especialmente en Escocia, y su interpretación convirtió a Stott en un actor de gran prestigio en el panorama de la interpretación británica. Ese mismo año, Stott también estrenó dos películas, Being Human (no confundir con la serie protagonizada por Aidan Turner) y Tumba Abierta, de Danny Boyle.
Durante los siguientes años, Stott participó, con papeles cada vez más relevantes, en diversas series de televisión como A Mug’s Game, Silent Witness o Rhodes. Sin embargo, la carrera de Stott estaba centrada principalmente en el teatro, participando en obras como Broken Glass, de Arthur Miller, y Arte, de Yasmina Reza, por cuya interpretación fue nominado en 1997 al prestigioso Premio Laurence Olivier al Mejor Actor.
Ese mismo año también le pudimos volver a ver en el cine, en las películas Fuera de juego, y especialmente en la aclamada The Boxer, de Jim Sheridan, en la que interpretó el pequeño pero crucial papel de Ike Weir, el antiguo entrenador del personaje encarnado por Daniel Day-Lewis.
Dos años después, Stott obtuvo el papel del inspector Pat Chappel en la popular serie criminal The Vice, personaje que interpretó en un total de 16 capítulos, y por cuya interpretación fue nominado en 2001 al BAFTA al Mejor Actor de Televisión y en 2002 al premio al Mejor Actor de Televisión otorgado por la Royal Television Society del Reino Unido.
Además de participar en un par de películas para televisión, ese año Stott también estrenó Plunkett y Macleane y The Debt Collector, dos intensos thrillers por cuyas interpretaciones consiguió el aplauso de la crítica.
En 2001, y al mismo tiempo que seguía con su trabajo en el teatro, Stott consiguió uno de los personajes más importantes de su carrera en la televisión, el de Red Metcalfe en la saga policíaca El Mesías. Aunque la miniserie original, El Mesías: Los Primeros Asesinatos, sólo constaba de dos capítulos, su gran éxito causó que se rodaran más episodios, bien en formato de película para televisión, o bien en formato de serie o miniserie. Stott volvió a interpretar al personaje en El Mesías 2: La Venganza es Mía, El Mesías 3: La Promesa, y en El Mesías 4: El Desenlace.
En 2004, Stott consiguió un pequeño papel en la superproducción El Rey Arturo (film en el que también tuvo una breve aparición Graham McTavish), y al año siguiente también pudimos verle en Giacomo Casanova. También en 2005, Stott participó en las películas para televisión La Chica del Café, dirigida por David Yates, y Uncle Adolf, en la que interpretó a Adolf Hitler. Ese mismo año, en el teatro participó en la obra Heroes, en el Wyndham’s Theatre de Londres.
Al año siguiente, Stott consiguió el papel del detective John Rebus en la serie Rebus, adaptación de la saga de novelas de Ian Rankin. De sus trabajos más recientes en cine y televisión destacan La Guerra de Charlie Wilson, Las crónicas de Narnia: el príncipe Caspian, en la que puso voz a Trufflehunter, y Hancock & Joan, en la que dio vida al cómico Tony Hancock, interpretación que le valió el Premio BAFTA Escocés al Mejor Actor de Televisión y por la que también fue nominado al Premio BAFTA al Mejor Actor de Televisión.
En el teatro, Stott ha participado en producciones en el West End londinense de obras como Un Dios Salvaje, de Yasmina Reza, en el Teatro Gielgud, obra que también representó en Broadway, o Panorama desde el puente, de Arthur Miller, en el Duke of York’s Theatre.
En el 2011 fue elegido para interpretar al enano Balin en la Trilogía cinematográfica de Peter Jackson sobre El hobbit, obra en la que se narra la historia del hobbit Bilbo Bolsón y su relación con los eventos que precedieron los acontecimientos que tienen lugar en El Señor de los Anillos.

## Vida personal
A nivel personal, Stott tiene un hijo, David (1985), fruto de su matrimonio con una directora de la que acabó divorciándose. Es un gran aficionado del Heart of Midlothian Footbal Club, un equipo de la Scottish Premier League, aunque más que aficionado es un apasionado del Hearts, e incluso reconoce que interpretar en Rebus a un aficionado del Hibernian Football Club (otro equipo de la Scottish Premier League, rival histórico del Hearts) fue más duro que interpretar a Adolf Hitler. En la actualidad vive con su novia, la artista Nina Gehl.